# Мюклебуст, Мерете
Мерете Мюклебуст (норв. Merete Myklebust; род. 16 мая 1973, Олесунн, Мёре-ог-Ромсдал) — норвежская футболистка, защитник. Чемпионка мира (1995) в составе национальной сборной.

## Карьера

### Клубная карьера
Во взрослом футболе дебютировала в 1994 году в норвежском женском футбольном клубе «Русенборг», в составе которого выступала на протяжении всей своей игровой карьеры. Завершила профессиональную футбольную карьеру в 2002 году в возрасте 29 лет.

### Карьера в сборной
В 1993 году дебютировала в официальных матчах в составе женской национальной сборной Норвегии по футболу. Два года спустя она вошла в состав команды, представлявшей страну на чемпионате Европы по футболу среди женщин. В том же году команда одержала победу в финале второго чемпионата мира среди женщин, а позднее удостоилась бронзовых медалей футбольного турнира летних Олимпийских игр в Атланте. Кроме того, в 1997 году Мюклебуст вновь выступала с командой на чемпионате Европы, однако, сборной не удалось занять призового места.
Всего в составе национальной команды приняла участие в 60 матчах, отметившись двумя забитыми мячами.